# Ronald Clark O’Bryan
Ronald Clark O’Bryan (* 19. Oktober 1944; † 31. März 1984 in Huntsville, Texas) war ein US-amerikanischer Giftmörder. Der Optiker tötete seinen acht Jahre alten Sohn Timothy an Halloween 1974 mit einer Süßigkeit in Pulverform (Handelsname: Pixy Stix), in die er Kaliumcyanid eingebracht hatte. Er wollte zur Begleichung von Schulden die Auszahlung von Timothys Lebensversicherung erreichen, die er kurz vorher abgeschlossen hatte. Um seine Tat zu verschleiern, verteilte er weitere vergiftete Süßigkeiten an andere Kinder. Dies brachte ihm die Beinamen The Candy Man (in etwa „Der Süßigkeiten-Mann“) und The Man Who Killed Halloween („Der Mann, der Halloween tötete“) ein.

## Hintergrund
Ronald Clark O’Bryan war verheiratet und hatte zwei Kinder, seinen Sohn Timothy (1966–1974) und seine Tochter Elizabeth (* 1969). Er arbeitete als Optiker bei Texas State Optical in Sharpstown, Houston. Er war außerdem Diakon in der Second Baptist Church, bei der er im Chor sang.

## Mord

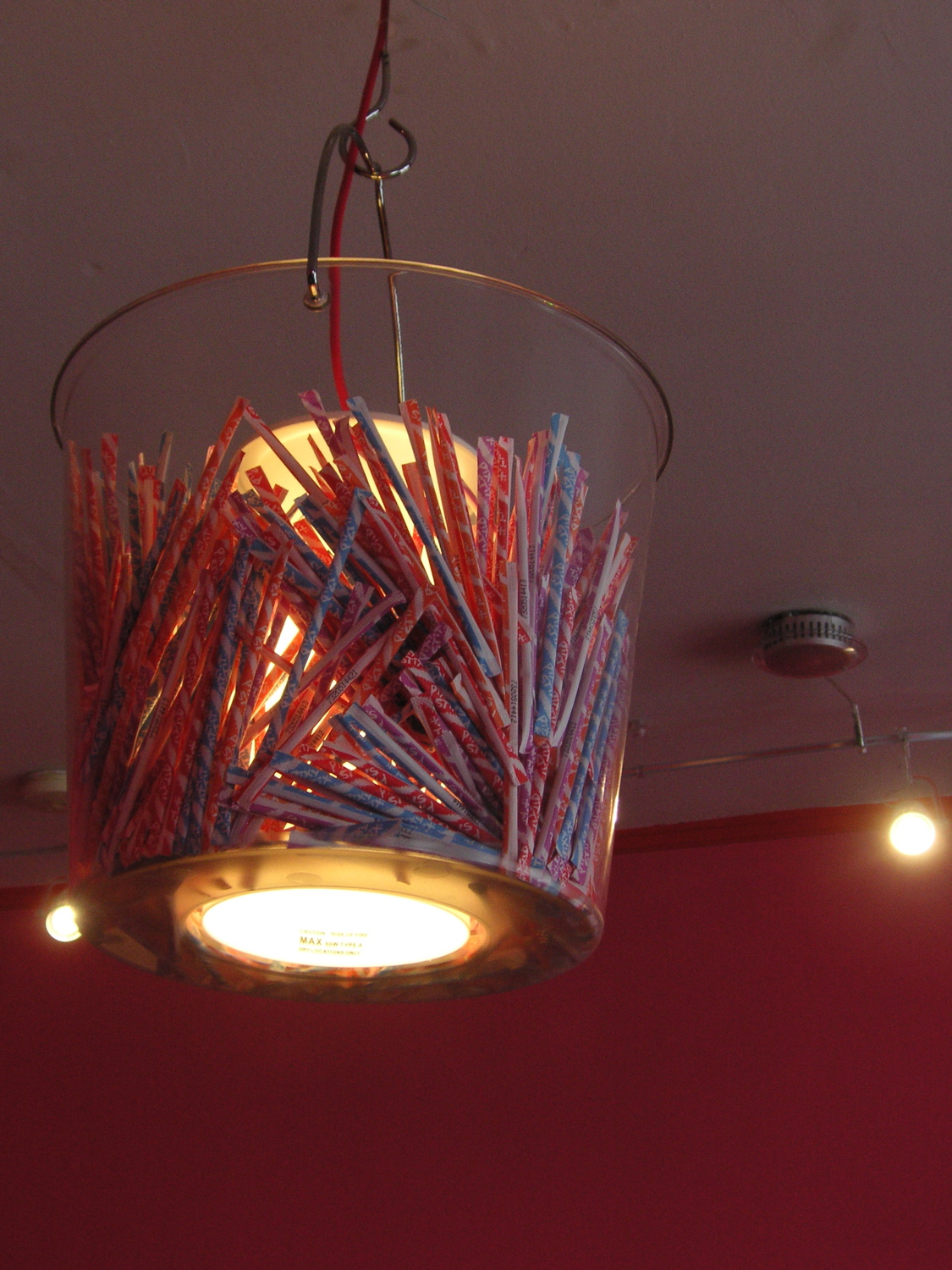
Ein Eimer mit Pixy Stix. Pixy Stix sind längliche Papierhüllen, gefüllt mit Pulver in verschiedenen Geschmackssorten.

Am 31. Oktober 1974 ging O’Bryan zusammen mit seinem Nachbarn und insgesamt vier Kindern auf Trick-or-Treat-Tour in Pasadena, Texas. Als bei einem Haus die Tür nicht geöffnet wurde, wurden die Kinder unruhig und liefen vor zum nächsten Haus. Als er wieder zur Gruppe stieß, zeigte er ihnen fünf lange Pixy Stix, die er am Ende der Tour an seine beiden Kinder sowie an die beiden Nachbarskinder weitergab. Ein fünftes gab er einem ihm bekannten zehnjährigen Jungen. Zu Hause fragte Timothy seinen Vater, ob er von den gesammelten Süßigkeiten naschen dürfe. O’Bryan half ihm, den Pixy Stick zu öffnen. Als sein Sohn den bitteren Geschmack des Cyanids bemerkte, gab ihm sein Vater etwas Kool-Aid, um den Geschmack loszuwerden. Timothy litt danach unter Bauchschmerzen und begann, sich zu krümmen und zu übergeben. Er verstarb eine Stunde nach dem Verzehr des vergifteten Pulvers auf dem Weg ins Krankenhaus.
Eine ganze Reihe von Eltern übergaben die gesammelten Süßigkeiten ihrer Kinder an die Polizei. Zunächst stand O’Bryan nicht unter Verdacht, bis festgestellt wurde, dass die Pixy Stix, die er angeblich an einem Haus erhalten hatte, mit Kaliumcyanid versetzt waren. Die Polizei stellte die restlichen vier Packungen sicher, die bisher nicht angerührt wurden. Alle vier Packungen waren geöffnet, mit Cyanid-Pulver gefüllt und anschließend mit einer Heftklammer verschlossen worden. Die Ergebnisse einer Laboruntersuchung zeigten, dass die Menge an Gift in einer Packung für zwei bis vier Erwachsene ausgereicht hätte.
O’Bryan sagte zunächst aus, nicht zu wissen, bei welchem Haus er die Süßigkeiten erhalten habe. Verdächtig wurde er, weil er und sein Nachbar eigentlich nur zwei Straßen abgingen, da es in der Halloween-Nacht stark regnete. Bei einer mehrfachen Begehung der Straßen konnte das Haus zunächst nicht lokalisiert werden, an dem er angeblich die Pixy Stix erhalten hatte. O’Bryan führte die Polizei schließlich doch zu dem Haus, wo den Kindern nicht geöffnet worden war. Er gab an, niemanden gesehen zu haben. Der Bewohner hätte nur seinen Arm ausgestreckt und ihm die Süßigkeiten überreicht. Der Bewohner des Hauses war Zeugen zufolge jedoch zur fraglichen Zeit an seiner Arbeitsstelle.
Die Polizei fand schließlich heraus, dass O’Bryan mehr als 100.000 US-Dollar Schulden hatte. In den Jahren vor der Tat hatte er 21 verschiedene Jobs und drohte auch seinen Job als Optiker zu verlieren, da er im Verdacht stand, seinen Arbeitgeber bestohlen zu haben. Er hatte bereits sein Auto verloren und stand kurz vor dem Verlust seines Hauses. Kurz vor der Tat hatte er eine hohe Lebensversicherung für seine beiden Kinder abgeschlossen. Seine Frau wusste davon nichts. Als sich die Indizien mehrten, begann die Polizei, O’Bryan unter Druck zu setzen, doch dieser beharrte weiterhin auf seiner Unschuld. Er wurde schließlich am 5. November 1974 festgenommen und angeklagt.

## Prozess und Verurteilung
Die Polizei fand nie heraus, woher O’Bryan das Gift hatte. Er wurde schließlich des Mordes und des versuchten Mordes in vier Fällen angeklagt. Er plädierte auf unschuldig. Sein Prozess begann am 5. Mai 1975 in Houston. Während des Prozesses sagten Zeugen aus, er habe sich bei ihnen erkundigt, welche Menge an Cyanid tödlich sei, oder habe bei ihnen nachgefragt, ob man bei ihnen das Gift kaufen könne. Bei der Beisetzung seines Sohnes habe er schon Pläne mit dem Versicherungsgeld gemacht. Obwohl mittlerweile alle Indizien für ihn als Täter sprachen, plädierte er weiter auf unschuldig. Seine Verteidigung basierte vor allem auf der modernen Sage von vergifteten Süßigkeiten zu Halloween. Da es keine bekannten realen Fälle gab, brach seine Verteidigung relativ schnell zusammen. Der Prozess erregte das Interesse der US-amerikanischen Öffentlichkeit und O’Bryan bekam den Spitznamen „Candyman“.
Am 3. Juni 1975 benötigte eine Jury lediglich 46 Minuten, um O’Bryan in allen Anklagepunkten schuldig zu sprechen. Nach einer weiteren Beratung von 71 Minuten wurde er außerdem zum Tode verurteilt. Seine Ehefrau reichte daraufhin sofort die Scheidung ein.

## Hinrichtung
Ronald O’Bryan wurde im Todestrakt der Ellis I Unit nahe Huntsville, Texas inhaftiert. Er wurde dort von seinen Mitgefangenen als Kindesmörder gemieden und verachtet.
Seine Hinrichtung wurde für den 8. August 1980 angesetzt. O’Bryans Anwalt konnte jedoch einen Aufschub erreichen. Der nächste angesetzte Termin war der 25. Mai 1982. Auch dieser Termin wurde schließlich abgesagt. Richter Michael McSpadden setzte schließlich den 31. Oktober 1982 fest, den achten Jahrestag des Verbrechens, und bot an, O’Bryan persönlich zur Hinrichtung zu fahren. Der Supreme Court verschob den Termin allerdings, um O’Bryan die Gelegenheit zu einer Anfechtung zu geben. Diese Möglichkeit nahm O’Bryan allerdings nicht wahr. Der Termin wurde dann auf den 31. März 1984 gelegt. Die Exekution sollte per Giftspritze erfolgen, ein für Texas neues Verfahren. O’Bryans Anwalt legte wegen unverhältnismäßiger Härte gegen diese Hinrichtungsart Protest ein, scheiterte jedoch bei der Anhörung. O’Bryan wurde schließlich am 31. März 1984 hingerichtet. In seinen letzten Worten beteuerte er seine Unschuld, vergab aber allen Personen, die für seine Todesstrafe verantwortlich zeichnen würden. Während der Hinrichtung versammelten sich 300 Demonstranten vor dem Gefängnis, wobei sowohl für als auch gegen die Todesstrafe demonstriert wurde. Einige Personen bewarfen Demonstranten, die gegen die Todesstrafe waren, mit Bonbons. Auch wurde mehrfach „Trick or treat“ gerufen.
Ronald O’Bryan wurde im Forest Park East Cemetery in Webster, Texas beigesetzt.